# Nephodia panacea
Nephodia panacea là một loài bướm đêm trong họ Geometridae.